# Service discovery protocol
Service Discovery Protocol är en del av Bluetooths protokollstack.
SDP är ett protokoll för förfrågan och responser om tillgängliga tjänster mellan Bluetooth-enheter. Det är en nödvändig service för att ad hoc-nät ska fungera. SDP-protokollet specificerar bara hur enheter ska hitta (eller berätta om) tjänser, inte hur de sedan ska användas.

## SDP-Server
Har en lista på tillgängliga tjänster.

## SDP-Client
Skickar förfrågan till en SDP-Server i en annan Bluetoothenhet.